# Hyon Il-myong
Hyon Il-myong (24 giugno 1994) è un tuffatore nordcoreano, vincitore di una medaglia di bronzo ai campionati mondiali di nuoto 2017 nella piattaforma 10 metri sincro misti.

## Palmarès
- Mondiali

Budapest 2017: bronzo nella piattaforma 10 m sincro misti;
- Giochi asiatici

Giacarta 2018: bronzo nel sincro 10 m.
- Universiadi

Taipei 2017: oro nella piattaforma 10 m sincro misti; argento nella piattaforma 10 m maschile.